# اثر عبور نخست

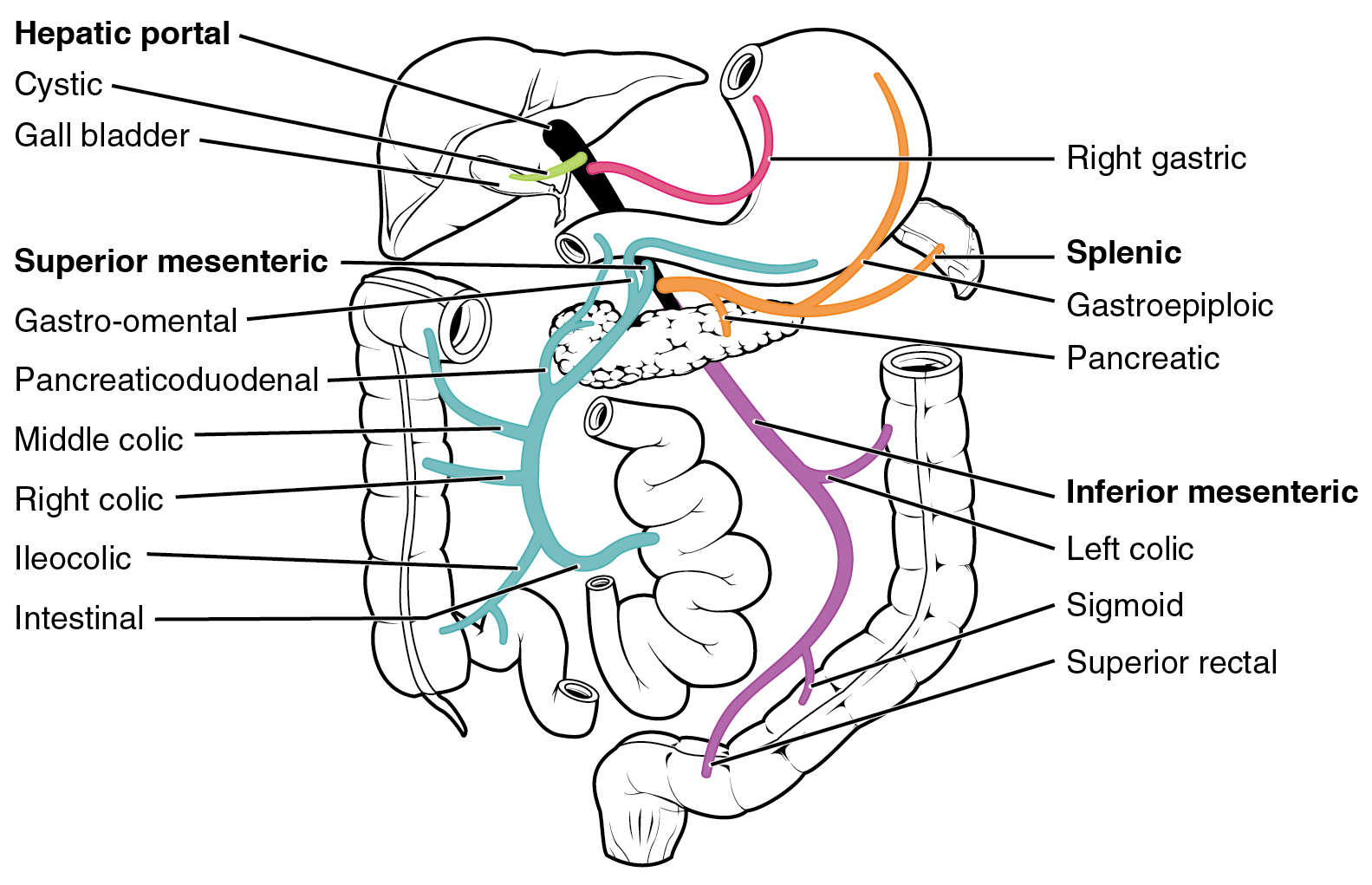
سیستم سیاهرگ دروازه‌ای کبد

اثر عبور نخست یا پدیده نخستین دوز دارو (به انگلیسی: First pass effect) که با نام اثر عبور اول کبدی نیز شناخته می‌شود، پدیده‌ایست که در متابولیسم یک دارو رخ داده و در نتیجه غلظت پلاسمایی دارو پیش از رسیدن به همه بدن، کاهش قابل توجهی پیدا می‌کند.
هنگامی‌که یک دارو تجویز و وارد بدن می‌شود (به‌طور عمده از طریق گوارشی) پیش‌از ورود به جریان خون سیستمیک، از سیستم پورتال (ورید باب در کبد) گذر می‌کند.

در گذار از کبد، بخشی (کم‌وبیش متغیر) از دارو توسط کبد متابولیز شده و در نتیجه به جریان خون سیستمیک نمی‌رسد. این پدیده دقیقاً همان اثر عبور نخست نام دارد. باقی‌مانده مقدار دارویی که به جریان خون وارد می‌شود نیز همان فراهمی زیستی نام دارد.
بنابراین اثرعبوراول می‌تواند به‌طور قابل توجهی فراهمی زیستی در دارویی که به صورت خوراکی تجویز شده را کاهش دهد. این پدیده در موارد اورژانسی باید مد نظر قرار گرفته و استفاده از راه‌های دیگری از تجویز را انتخاب نمود. راه‌های جایگزین تجویز مانند تزریق وریدی، عضلانی و زیرزبانی برای جلوگیری از اثر عبور اول به‌طور قابل توجهی اجازه می‌دهد تا دارو به‌طور مستقیم وارد جریان خون سیستمیک گردد. سیستم آنزیمی اولیه که در اثر عبور اول روی یک دارو اثر می‌گذارد شامل آنزیم‌های موجود در مجرای گوارشی، دیواره‌های روده، آنزیم‌های باکتریایی و آنزیم‌های خود کبد است.